# Calvoa
Calvoa là chi thực vật có hoa trong họ Mua.